# Derby dell'Emilia
Il derby dell'Emilia è il nome con cui viene identificata la partita di calcio tra il Bologna e il Parma. Altre partite tra squadre emiliane possono anche essere indicate sotto il nome di Derby dell'Emilia, ma tale nome identifica questa partita in particolare, poiché le squadre che si affrontano sono le più blasonate della regione. Dalla stagione 2018-19, con il ritorno del Parma in Serie A tre anni dopo il fallimento, il Derby dell'Emilia è stato nuovamente giocato fino al 2020-21, stagione conclusa con la retrocessione in B della squadra parmigiana. Il derby d'Emilia tra Bologna e Parma è tornato a disputarsi nel 2024-25, dopo la promozione in A ottenuta dalla squadra crociata al termine della stagione precedente.
Il Bologna è in testa per i titoli ufficiali vinti, con 11 trofei, mentre il Parma ha vinto 8 trofei. Le due squadre si sono affrontate finora in Serie A, Serie B, Serie C1, in Coppa Italia e nello spareggio salvezza al termine del campionato di Serie A 2004-2005 (ultimo spareggio disputato in massima serie prima di quello tra Verona e Spezia al termine del campionato 2022-2023, dato che dalla stagione 2005-2006 fino al 2021-2022 gli spareggi non erano previsti, facendo riferimento, in caso di arrivo di due o più squadre a pari punti, alla classifica avulsa quale discriminante principale). Il bilancio delle partite ufficiali tra le due squadre vede attualmente in vantaggio il Bologna sul Parma sia nel computo delle vittorie (14 a 13), che in quello delle reti segnate (52 a 47).

## Storia

Il parmense Lilian Thuram e il bolognese Jonatan Binotto in un derby dell'Emilia nella stagione 1998-99

Il primo incontro disputato è stato il 6 novembre 1983 nel campionato di C1. Mentre il Bologna era titolata a livello nazionale, avendo vinto 7 volte il titolo di campione d'Italia e la Coppa Italia due volte, il Parma non aveva ancora giocato a livelli rilevanti. Il primo incontro fu un 3-3 allo stadio Ennio Tardini, questa partita resta quella con più gol segnati e quella giocata nel campionato di livello più basso. Il ritorno di marzo non vide nessun vincitore, fu un pareggio a reti inviolate.
La rivalità si intensificò quando entrambe le squadre dovettero contendersi il titolo della Serie C1 1983-84: ambedue riuscirono comunque a conquistare la promozione. La Serie B è quindi stata teatro di altri sei derby prima della fine del decennio, e il 1985 ha visto l'unica opposizione dei club in Coppa Italia: un pareggio per 0-0 che alla fine non ha consentito a entrambe le squadre di passare la fase a gironi. Nel 1990, il derby è stato disputato in Serie A per la prima volta, dopo che il Parma vi fu promosso. Le squadre non si sarebbero più incontrate di nuovo fino al ritorno in Serie A del Bologna nel 1996.
Nella stagione 2004-05 la rivalità raggiunse il suo apice: entrambe le squadre non ottennero buoni risultati, chiudendo al 17º e 18º posto in campionato. Per decidere la formazione che avrebbe dovuto retrocedere in serie cadetta, fu necessario il tradizionale spareggio. Esso prevedeva una gara di andata a Parma e una di ritorno a Bologna. Il Bologna il 14 giugno 2005 vinse la gara di andata allo Stadio Ennio Tardini per 1-0, ma perse per 2-0 la gara di ritorno in casa, assicurando ai Crociati un posto nella massima divisione italiana per la stagione successiva.
Nel 2008, il Bologna ha ottenuto la promozione in Serie A, ma il Parma è sceso in Serie B, quindi le squadre non si sono potute incontrare fino all'anno successivo, con il ritorno del Parma in Serie A. Nel 2009-10, entrambe le squadre ottennero dei 2-1 in vittorie casalinghe, precedendo una serie di pareggi a reti inviolate per tre partite, un risultato che si è verificato per la decima volta nei 36 incontri fino a quel momento.
Il Bologna retrocesse nel 2014, mentre il Parma fallì nella stagione successiva. Il derby si è nuovamente giocato quando quest'ultimo è stato promosso nella massima serie, nel 2018. Nella stagione 2019-20 ciascuna delle due squadre ha pareggiato il risultato negli ultimi minuti: il Bologna nella partita di andata al Dall'Ara, il Parma nella gara di ritorno al Tardini.I confronti ufficiali tra le due squadre nella Serie A 2020-21 si sono conclusi entrambi con la vittoria della squadra bolognese, mentre nel 2024-25, quando le due squadre sono tornate ad affrontarsi in Serie A, dopo la promozione della squadra parmigiana al termine della stagione precedente, si sono conclusi con un pareggio in casa del Bologna e la vittoria del Parma nel ritorno casalingo.

## Statistiche
La tabella sotto riportata, aggiornata alla stagione 2024-25, si riferisce alle partite ufficiali giocate in totale, escluse le amichevoli, tra Bologna e il Parma:
|              | Gare | Vittorie Bologna | Pareggi | Vittorie Parma | Gol Bologna | Gol Parma |
| ------------ | ---- | ---------------- | ------- | -------------- | ----------- | --------- |
| Serie A      | 40   | 13               | 16      | 11             | 45          | 39        |
| Serie B      | 6    | 1                | 3       | 2              | 4           | 5         |
| Serie C1     | 2    | 0                | 2       | 0              | 3           | 3         |
| Coppa Italia | 1    | 0                | 1       | 0              | 0           | 0         |
| Totale       | 49   | 14               | 22      | 13             | 52          | 47        |

## Lista dei risultati
| Nº | Stadio                 | Competizione           | Casa    | Risultato | Trasferta |
| -- | ---------------------- | ---------------------- | ------- | --------- | --------- |
| 1  | Stadio Ennio Tardini   | Serie C1 1983-1984     | Parma   | 3 - 3     | Bologna   |
| 2  | Stadio Renato Dall'Ara | Serie C1 1983-1984     | Bologna | 0 - 0     | Parma     |
| 3  | Stadio Renato Dall'Ara | Serie B 1984-1985      | Bologna | 1 - 1     | Parma     |
| 4  | Stadio Ennio Tardini   | Serie B 1984-1985      | Parma   | 1 - 0     | Bologna   |
| 5  | Stadio Ennio Tardini   | Coppa Italia 1985-1986 | Parma   | 0 - 0     | Bologna   |
| 6  | Stadio Renato Dall'Ara | Serie B 1986-1987      | Bologna | 0 - 0     | Parma     |
| 7  | Stadio Ennio Tardini   | Serie B 1986-1987      | Parma   | 2 - 0     | Bologna   |
| 8  | Stadio Renato Dall'Ara | Serie B 1987-1988      | Bologna | 3 - 1     | Parma     |
| 9  | Stadio Ennio Tardini   | Serie B 1987-1988      | Parma   | 0 - 0     | Bologna   |
| 10 | Stadio Ennio Tardini   | Serie A 1990-1991      | Parma   | 1 - 1     | Bologna   |
| 11 | Stadio Renato Dall'Ara | Serie A 1990-1991      | Bologna | 1 - 3     | Parma     |
| 12 | Stadio Renato Dall'Ara | Serie A 1996-1997      | Bologna | 0 - 1     | Parma     |
| 13 | Stadio Ennio Tardini   | Serie A 1996-1997      | Parma   | 1 - 0     | Bologna   |
| 14 | Stadio Ennio Tardini   | Serie A 1997-1998      | Parma   | 2 - 0     | Bologna   |
| 15 | Stadio Renato Dall'Ara | Serie A 1997-1998      | Bologna | 1 - 2     | Parma     |
| 16 | Stadio Renato Dall'Ara | Serie A 1998-1999      | Bologna | 0 - 0     | Parma     |
| 17 | Stadio Ennio Tardini   | Serie A 1998-1999      | Parma   | 1 - 1     | Bologna   |
| 18 | Stadio Ennio Tardini   | Serie A 1999-2000      | Parma   | 1 - 1     | Bologna   |
| 19 | Stadio Renato Dall'Ara | Serie A 1999-2000      | Bologna | 1 - 0     | Parma     |
| 20 | Stadio Renato Dall'Ara | Serie A 2000-2001      | Bologna | 2 - 1     | Parma     |
| 21 | Stadio Ennio Tardini   | Serie A 2000-2001      | Parma   | 0 - 0     | Bologna   |
| 22 | Stadio Renato Dall'Ara | Serie A 2001-2002      | Bologna | 1 - 0     | Parma     |
| 23 | Stadio Ennio Tardini   | Serie A 2001-2002      | Parma   | 1 - 2     | Bologna   |
| 24 | Stadio Renato Dall'Ara | Serie A 2002-2003      | Bologna | 2 - 1     | Parma     |
| 25 | Stadio Ennio Tardini   | Serie A 2002-2003      | Parma   | 1 - 2     | Bologna   |
| 26 | Stadio Renato Dall'Ara | Serie A 2003-2004      | Bologna | 1 - 1     | Parma     |
| 27 | Stadio Ennio Tardini   | Serie A 2003-2004      | Parma   | 0 - 0     | Bologna   |
| 28 | Stadio Ennio Tardini   | Serie A 2004-2005      | Parma   | 1 - 2     | Bologna   |
| 29 | Stadio Renato Dall'Ara | Serie A 2004-2005      | Bologna | 3 - 1     | Parma     |
| 30 | Stadio Ennio Tardini   | Spareggio salvezza     | Parma   | 0 - 1     | Bologna   |
| 31 | Stadio Renato Dall'Ara | Spareggio salvezza     | Bologna | 0 - 2     | Parma     |
| 32 | Stadio Ennio Tardini   | Serie A 2009-2010      | Parma   | 2 - 1     | Bologna   |
| 33 | Stadio Renato Dall'Ara | Serie A 2009-2010      | Bologna | 2 - 1     | Parma     |
| 34 | Stadio Ennio Tardini   | Serie A 2010-2011      | Parma   | 0 - 0     | Bologna   |
| 35 | Stadio Renato Dall'Ara | Serie A 2010-2011      | Bologna | 0 - 0     | Parma     |
| 36 | Stadio Renato Dall'Ara | Serie A 2011-2012      | Bologna | 0 - 0     | Parma     |
| 37 | Stadio Ennio Tardini   | Serie A 2011-2012      | Parma   | 1 - 0     | Bologna   |
| 38 | Stadio Renato Dall'Ara | Serie A 2012-2013      | Bologna | 1 - 2     | Parma     |
| 39 | Stadio Ennio Tardini   | Serie A 2012-2013      | Parma   | 0 - 2     | Bologna   |
| 40 | Stadio Ennio Tardini   | Serie A 2013-2014      | Parma   | 1 - 1     | Bologna   |
| 41 | Stadio Renato Dall'Ara | Serie A 2013-2014      | Bologna | 1 - 1     | Parma     |
| 42 | Stadio Ennio Tardini   | Serie A 2018-2019      | Parma   | 0 - 0     | Bologna   |
| 43 | Stadio Renato Dall'Ara | Serie A 2018-2019      | Bologna | 4 - 1     | Parma     |
| 44 | Stadio Renato Dall'Ara | Serie A 2019-2020      | Bologna | 2 - 2     | Parma     |
| 45 | Stadio Ennio Tardini   | Serie A 2019-2020      | Parma   | 2 - 2     | Bologna   |
| 46 | Stadio Renato Dall'Ara | Serie A 2020-2021      | Bologna | 4 - 1     | Parma     |
| 47 | Stadio Ennio Tardini   | Serie A 2020-2021      | Parma   | 0 - 3     | Bologna   |
| 48 | Stadio Renato Dall'Ara | Serie A 2024-2025      | Bologna | 0 - 0     | Parma     |
| 49 | Stadio Ennio Tardini   | Serie A 2024-2025      | Parma   | 2 - 0     | Bologna   |